# Nasha idea
Nasha idea (також «Наша ідея») — українське книжкове видавництво, засноване в 2018 році, яке спеціалізується на виданні книжок для дітей та підлітків. Основа асортименту видавництва є комікси, манґа, в тому числі, нон-фікшн література.
Брали участь у книжкових фестивалях «Книжкова країна», «Книжковий Арсенал-2023».
У 2024 році запровадили власний імпринт «ТАК».

## Роботи видавництва

### Манґа
Чі. Життя однієї киці / Chi's Sweet Home

Українською: Рік: 2019 — 2025 / Томів: 11

Оригінал: Рік: 2004 — 2015 / Томів: 12 / Видавництво: Kodansha
- Том 1 (2019)
Випуски #1-20 / Переклад: Михайло Гнатюк / 164 стор. / ISBN 978-617-7678-31-0 / на сайті
- Том 2 (2020)
Випуски # / Переклад: Онисія Колесникова / 160 стор. / ISBN 978-617-7678-41-9 / на сайті
- Том 3 (2020)
Випуски # / Переклад: / 160 стор. / ISBN 978-617-7678-44-0 / на сайті
- Том 4 (2020)
Випуски # / Переклад: Дмитро Тварковський / 152 стор. / 978-617-7678-51-8 / на сайті
- Том 5 (2021)
Випуски # / Переклад: / 152 стор. / ISBN 978-617-7678-64-8 / на сайті
- Том 6 (2021)
Випуски # / Переклад: / 152 стор. / ISBN 978-617-7678-85-3 / на сайті
- Том 7 (2022)
Випуски # / Переклад: / 152 стор. / ISBN 978-617-8109-15-8 / на сайті
- Том 8 (2023)
Випуски # / Переклад: / 152 стор. / ISBN 978-617-8109-38-7 / на сайті
- Том 9 (2023)
Випуски # / Переклад: / 152 стор. / ISBN 978-617-8109-57-8 / на сайті
- Том 10 (2024)
Випуски # / Переклад: Дмитро Тварковський / 152 стор. / ISBN 978-617-8396-46-6 / на сайті
- Том 11 (2025)
Випуски # / Переклад: / 152 стор. / ISBN 978-617-8396-94-7 / на сайті
- Том 12 (2025)
Випуски # / Переклад: / 152 стор. / ISBN  / [на сайті]

- Ательє чаклунських капелюхів / Tongari Boushi no Atelier ( з 14+ / Kodansha):
- Radiant (Радіант) (10 з 17+ / Ankama):
- Ґаннібал / Gannibal (Manga Goraku):
- Кохання на кінчиках пальців / Yubisaki to Renren ( з 12+ / Dessert):
- Хочу з'їсти твою підшлункову / Kimi no Suizou wo Tabetai (2 з 2 / Monthly Action):
- Tokyo Revengers (Токійські месники) / Tokyo卍Revengers ( з 31 / Shounen Magazine):
- Vinland Saga (Сага про Вінланд) / Vinland Saga ( з 18+/ Afternoon):
- Сталевий Алхімік. Делюкс видання / Fullmetal Alchemist ( 6 з 27 / Shounen Gangan):
- Цуґаї потойбіччя / Yomi no Tsugai ( 1 з 7+ / Shounen Gangan) (2024) (Daemons of the Shadow Realm)
- Левіафан (2022) (Leviathan)
- Чарівник бібліотеки (2022) (Magus of the Library / Toshokan no Daimajutsushi)
- Orange (2023) (Orange)
- Кривавий Марс (2023)
- Зроблено в Безодні (2023) (Made in Abyss)
- Синя тюрма (2023) (Blue Lock)
- Happy Land (2023) (Happy Land)
- Кухня чаклунських капелюхів (2023) (Witch Hat Atelier Kitchen / Tongari Bōshi no Kitchin)
- П'ять наречених-близнят (2023) (The Quintessential Quintuplets / Go-Tōbun no Hanayome)
- Соланін (2023) (Solanin / Soranin)
- Сховок (2023) (Hideout)
- Гра Короля (2023)
- Проєкт «Цуґумі» (2023) (Tsugumi Project / Tora Tsugumi: Tsugumi Project)
- Мемуари Ванітаса (2023) (The Case Study of Vanitas / Vanitas no Carte)
- Прощавай, трояндовий саде (2024) (Goodbye, My Rose Garden / Sayonara Rose Garden)
- 300 днів із тобою (2024)
- Блакитний період (2024) (Blue Period)
- Форма голосу (2024) (A Silent Voice / Koe no Katachi)
- Кенен (2024) (Kenen)
- Лис і маленький танукі (2024)
- Проводжальниця Фрірен (2024) (Frieren: Beyond Journey's End / Sōsō no Furīren)
- Хорімія (2024) (Horimiya / Hori-san to Miyamura-kun)
- 100 бажань до перетворення на зомбі (2024) (Zom 100: Bucket List of the Dead / Zon 100 ~ Zonbi ni Naru made ni Shitai 100 no Koto ~)
- Добраніч, Пунпуне (2024) (Goodnight Punpun / Oyasumi Punpun)
- Літо, коли помер Хікару (2024) (The Summer Hikaru Died / Hikaru ga Shinda Natsu)
- Мій щасливий шлюб (2024)
- Песик, який пильнує зірки (2024) (Stargazing Dog / Hoshi Mamoru Inu)
- Моя зломлена Маріко (2024) (My Broken Mariko / Mai Burōkun Mariko)
- Відправниця душ Альпі та поховальна подорож (2025) (Alpi the Soul Sender / Sōkon no Shōjo to Sōrei no Tabi)
- Досконалий світ (2025) (Perfect World)
- Жозе, тигр та риба (2025)
- Піно (2025)
- Хіраясумі (2025)
- Gachiakuta (2025)
- Занепад (2025) (Downfall / Reiraku)
- Блукальці (2025) (ΠΛΑΝΗΤΕΣ)
- Чарівний місяць у повечір’ї (2025)
- Від голови до хвоста (2025)
- Хлопець, який їй сподобався, — не хлопець (2025)
- Наречена Якудзи (2025)
- Моб Психо 100 (2025)

### Манхва
- Друїд зі станції Сеул (2024)

### Маньхва
- Траурний концерт (2024)
- У пошуках слави (2025)

## Імпринти

### ТАК
ТАК — перший імпринт Nasha idea, був запроваджений у 2024 році. Його основна тематика зосереджена на любовних історіях, романтичному фентезі та підлітковій літературі.

#### Манґа
- Я чую сонячне проміння (2024)
- Рестарт після повернення додому (2024)
- Секрет Мадоки (2025)
- Квалія під снігом (2025)
- Незнайомець з узбережжя (2025)
- Given (2025)